# La nave sul monte
La nave sul monte è un singolo del gruppo musicale italiano Extraliscio, pubblicato il 17 settembre 2021 come terzo estratto dal quarto album in studio È bello perdersi.

## Descrizione
Scritto dal frontman Mirco Mariani insieme a Elisabetta Sgarbi, si tratta del brano d'apertura del disco e presenta un coro interpretato da Le Mystère des Voix Bulgares. Il testo è un omaggio esplicito al film Fitzcarraldo di Werner Herzog, nonché a una nave situata a Genga costruita da un abitante del posto in ricordo del figlio appassionato della navigazione.

## Video musicale
Il video, reso disponibile contemporaneamente al lancio del singolo, è stato diretto da Elisabetta Sgarbi e presentato in anteprima alla 78ª Mostra internazionale d'arte cinematografica di Venezia, rappresentando il primo capitolo dell'omonimo film curato dalla regista. Esso è stato filmato sulla sopramenzionata nave di Genga e hanno preso parte gli Extraliscio insieme alla figlia di Mariani, Leo Mantovani e alcune ballerine della tradizione romagnola.

## Formazione
Musicisti
- Mirco Mariani – mellotron, memotron, moog One, basso Chroma Polaris, DrumTracks, voce, moog Grandmother, ondioline, Conn Electric Band, arrangiamento
- Enrico Milli – tromba
- Alfredo Nuti – MatrixBrute
- Le Mystère des Voix Bulgares – coro
  - Gergana Dimitrova
  - Violeta Marinova
  - Sofiya Yaneva

Produzione
- Elisabetta Sgarbi – produzione
- Emanuele Cotone Para – registrazione, missaggio
- Pino Pischetola – mastering